# Andrew Gräser
Andreas Andrew Gräser ist ein deutscher Sänger und Gitarrist. Er spielt in der Verstärkung von Heinz Rudolf Kunze.

## Leben
Andrew Gräser stammt aus Augustdorf. Er gewann mit seiner Band einen großen Nachwuchswettbewerb, auch wurde er mit dem WDR-Stadtmusikpreis ausgezeichnet.
Als Sänger und Gitarrist war er bei vielen deutschen und internationalen Produktionen und Tourneen engagiert, so etwa bei Harold Faltermeyer, Howard Carpendale, Joey Balin, Dieter Bohlen und Linda Hesse, bei Errorhead und Juliane Werding. Seit 2017 ist er Gitarrist und Backgroundsänger in Kunzes Verstärkung.

## Veröffentlichung
- Andrew Gräser: People Are People - The Best Of Depeche Mode Cover Versions. 11 Songs, Golden Sound GOL 10075-2, 2003[4]

## Verschiedenes
Gräsers Künstler-Vorname Andrew verweist auf die Band Depeche Mode und deren langjährigen Musiker Andrew Fletcher.